# Anne Kolb
Anne Kolb (* 15. September 1964 in Sindelfingen) ist eine deutsche Althistorikerin und Epigraphikerin.

## Leben und Werk
Anne Kolb studierte zwischen 1984 und 1992 Alte Geschichte, Klassische Archäologie und Klassische Philologie an den Universitäten Heidelberg und Oxford. 1992 wurde sie in Heidelberg bei Géza Alföldy promoviert, Thema der Dissertation war Die kaiserliche Bauverwaltung in der Stadt Rom. Geschichte und Aufbau der cura operum publicorum unter dem Prinzipat. 1994 und 1995 folgten durch Forschungsstipendien der Fritz Thyssen Stiftung unterstützte Aufenthalte an der Albert-Ludwigs-Universität Freiburg und in Rom. 1995 wurde Kolb zunächst Assistentin, später Oberassistentin an den Universitäten Basel und Zürich. Thema der 2000 in Zürich erfolgten Habilitation war Transport und Nachrichtentransfer im Römischen Reich. 2001 wurde sie Assistenzprofessorin für Alte Geschichte in Zürich, 2005 wurde sie dort zur Professorin berufen.
Kolb ist ordentliches Mitglied des DAI und arbeitet vor allem zu den Herrschaftsstrukturen und zur Herrschaftspraxis in den antiken Staaten, zur Sozial- und Kulturgeschichte des Römischen Reiches sowie zu epigraphischen und papyrologischen Problemen. Sie war Projektleiterin im Rahmen des Corpus Inscriptionum Latinarum, bei dem sie als Herausgeberin für den Band XVII verantwortlich war. Von 2012 bis 2022 war sie gewähltes Mitglied der Kommission für Alte Geschichte und Epigraphik.

## Schriften
- Die kaiserliche Bauverwaltung in der Stadt Rom. Geschichte und Aufbau der cura operum publicorum unter dem Prinzipat (= Heidelberger althistorische Beiträge und epigraphische Studien. Band 13). Steiner, Stuttgart 1993, ISBN 3-515-06325-0 (zugleich Dissertation, Universität Heidelberg 1992).
- als Mitarbeiterin: Géza Alföldy (Hrsg.): Inscriptiones urbis Romae Latinae. Titulos et imagines collegit schedasque comparavit Silvio Panciera. Titulos imperatorum domusque eorum, thesauro schedarum imaginumque ampliato (= Corpus Inscriptionum Latinarum. Band 6, Teil 8, Faszikel 2). de Gruyter, Berlin u. a. 1996, ISBN 3-11-015194-4.
- Transport und Nachrichtentransfer im Römischen Reich (= Klio. Beihefte. Neue Folge, Band 2). Akademie Verlag, Berlin 2001, ISBN 3-05-003584-6 (zugleich Habilitationsschrift, Universität Zürich 2000).
- als Herausgeberin mit Gerold Walser: Miliaria imperii Romani. Illyricum et provinciae Europae graecae. Miliaria provinciarum Raetiae et Norici (= Corpus Inscriptionum Latinarum. Band 17, Teil 4, Faszikel 1). de Gruyter, Berlin u. a. 2005, ISBN 3-11-017483-9.
- als Herausgeberin: Herrschaftsstrukturen und Herrschaftspraxis. Konzepte, Prinzipien und Strategien der Administration im römischen Kaiserreich. Akademie Verlag, Berlin 2006, ISBN 3-05-004149-8.
- Das Bauhandwerk in den Städten der römischen Provinzen: Strukturen und Bedeutung. In: Tyche: Beiträge zur Alten Geschichte, Papyrologie und Epigraphik, Band 23, Verlag Holzhausen, Wien 2008, ISBN 3-900518-03-3, S. 101–115 (Digitalisat).
- mit Joachim Fugmann: Tod in Rom. Grabinschriften als Spiegel römischen Lebens. von Zabern, Mainz 2008, ISBN 978-3-8053-3483-9.
- als Herausgeberin: Augustae. Machtbewusste Frauen am römischen Kaiserhof? Herrschaftsstrukturen und Herrschaftspraxis II. Akten der Tagung in Zürich 18.–20.9.2008. Akademie Verlag, Berlin 2010, ISBN 978-3-05-004898-7.
- als Herausgeberin mit Gerold Walser: Miliaria imperii Romani. Illyricum et provinciae Europae graecae. Miliaria provinciae Dalmatiae (= Corpus Inscriptionum Latinarum. Band 17, Teil 4, Faszikel 2). de Gruyter, Berlin u. a. 2012, ISBN 978-3-11-017623-0.
- als Herausgeberin: Infrastruktur und Herrschaftsorganisation im Imperium Romanum. Herrschaftsstrukturen und Herrschaftspraxis III. Akten der Tagung in Zürich 19.–20.10.2012. de Gruyter, Berlin u. a. 2014, ISBN 978-3-05-009469-4.
- als Herausgeberin mit Ulrike Babusiaux: Das Recht der „Soldatenkaiser“. Rechtliche Stabilität in Zeiten politischen Umbruchs? de Gruyter, Berlin u. a. 2015, ISBN 978-3-05-006032-3.